# Aeroportul Médouneu
Aeroportul Médouneu (IATA: MDV) este un aeroport din Gabon ce deservește zona Medouneu⁠(d). A fost numit după zona deservită.
Situat la o altitudine de 640 m, aeroportul dispune de o singură pistă.